# 卡米纳塔
卡米纳塔（義大利語：Caminata），是意大利皮亚琴察省的一个市镇。总面积3平方公里，人口287人，人口密度95.7人/平方公里（2009年）。ISTAT代码为033009。